# Cardamine monteluccii
Cardamine monteluccii là một loài thực vật có hoa trong họ Cải. Loài này được Brilli-Catt. & Gubellini mô tả khoa học đầu tiên năm 1986.